# ACB
ACB (Asociación de Clubs de Baloncesto) – związek klubów koszykarskich, hiszpańska organizacja koszykarska organizująca profesjonalną ligę koszykówki w Hiszpanii. Założony 3 marca 1982 w Madrycie. Od sezonu 1983/1984 organizuje rozgrywki Ligi ACB i Pucharu Króla.